# Lee Miller
Elizabeth „Lee” Miller (n. 23 aprilie 1907 — d. 21 iulie 1977) a fost o fotografă americană. S-a născut în Poughkeepsie în 1907, fiind un model de succes în New York în anii 1920, înainte de a pleca la Paris unde a devenit fotograf de modă și artă. În timpul celui de-al Doilea Război Mondial, Lee a devenit un corespondent de războit aclamat, acoperind subiecte precum London Blitz, eliberarea Parisului și lagărele de concentrare de la Buchenwald și Dachau.

## Viața
Lee Miller s-a născut în 23 aprilie 1907 în in Poughkeepsie, New York. Părinții ei au fost Theodore and Florence Miller. Tatăl ei a provenit dintr-o familie germană, iar mama sa era canadiană cu descendente scoțiene și irlandeze. Ea a avut un frate mai mic, Erik, și unul mai mare pe nume John. Theodore a favorizat-o întotdeauna pe Lee, pe care o folosea deseori pentru fotografia lui de amator. Când a avut vârsta de opt ani, ea a fost violată în Brooklyn de către un amic al familiei, iar la scurt timp după aceea și-a dat seama că a contactat gonoreea. Violul (despre care ea niciodată nu a discutat) a avut un efect traumatizant de lungă durată asupra ei. Tratamentul a durat aproape doi ani și a fost la vremea aceea, în 1914, traumatic și invaziv pentru Lee. Doctorii și familia au fost siguri ca tratamentul a făcut-o sterilă. De aceea, bucuria a fost și mai mare când, la patruzeci de ani, Lee a devenit mamă. A născut un băiat, Antony, printr-o cezariană planificată dinainte.

## Carieră

### În modă
Tatăl ei, Theodore, care era un fotograf amator, priceput și dedicat portretelor nude, a introdus-o pe Lee și frații ei în lumea fotografiei de la o vârstă fragedă, arătându-i și aspectele tehnice ale artei. La vârsta de 19 ani, a fost oprită pe stradă de către cel care a înființat revista Vogue, Condé Nast. Cariera de model și-a început-o cu apariția pe coperta ediției din martie, 1927, cu fotografii realizate de George Lepape. În următorii doi ani, ea a fost cel mai căutat model din New York, fotografiată de Edward Steichen, Arnold Genthe, and Nickolas Murray. O fotografie la un produs de igienă feminină, realizată de Steichen, a creat un scandal, care a reușit să îi ruineze cariera de model.

### În fotografie
În 1929, Lee Miller s-a îndreptat spre Paris cu intenția de a se întâlni cu Man Ray și a studia cu el. Faima lui Man Ray s-a răspândit în America datorită colaborării la Vogue cu portrete de scriitori, artiști și celebrități sofisticate. Cu adresa lui în mână, a mers spre locuința sa, însă atunci când a ajuns portarul clădirii a anunțat-o că Man Ray a plecat pentru întreg sezonul estival la Biarritz. Debusolată, Lee Miller a intrat pentru a se consola în cafeneaua Le Bateau Ivre, pe care a recunoscut-o dintr-un afiș creat de fotograf, știind totodată că era localul lui preferat. Acolo, Lee Miller l-a întâlnit pe artist, s-a prezentat ca următoarea stundentă a sa, iar reacția lui Man Ray a fost că el nu i-a studenți și că tocmai se îndrepta spre Biarritz. "Plec și eu", a fost replica ei la afirmațiile lui. Împreună cu Man Ray au descoperit efectul de solarizare. În circul ei de prieteni se învârteau Pablo Picasso, Paul Éluard, and Jean Cocteau.
După plecarea din Paris și părăsirea lui Man Ray în 1932, ea s-a stabilit în New York, unde și-a deschis un studio de fotografie, alături de fratele ei mai mic, Erick. Printre portretele pe care le-a realizat eu fost cele ale artistutului suprarealist Joseph Cornell, actrițelor Lilian Harvey și Gertrude Lawrence și echipei afro-americane a operei lui Virgil Thomson–Gertrude Stein în "4 sfinți în 3 acte"(1934).
Anul 1934 a adus abandonarea studioului ei în favoarea căsătoriei cu omul de afaceri egiptean, Aziz Eloui Bey, care a venit în New York pentru a cumpăra echipament pentru căile ferate egiptene. Chiar dacă nu a lucrat ca și fotograf în acea perioadă, ea i-a făcut fotografii în spațiu soțului ei, care sunt considerate cele mai reprezentative imagini suprarealiste. În 1937, Lee Miller s-a plictisit de viața din Cairo și s-a întors în Paris, unde l-a întâlnit pe pictorul britanic realist, Roland Penrose, care a devenit următorul ei soț.

### Cel de-al Doilea Război Mondial
La izbucnirea celui de-al Doilea Război Mondial, Lee Miller se afla în Hampstead, Londra alături de Roland Penrose. Ea a ignorat mesajele prietenilor și a familiei de a reveni în America pe durata războiului și s-a angajat ca și corespondent de război pentru Vogue, documentându-se pe subiectul London Blitz. Lee a fost acreditată în Armata Americană, corespondent de război pentru publicația Condé Nast începând cu decembrie 1942.
Fotograful american David E. Scherman este cel cu care Lee Miller a făcut echipă la revista Life. O fotografie realizată de Scherman lui Miller în cada din apartamentul lui Adolf Hitler de la München este una dintre cele mai simbolice imagini din parteneriatul Miller-Scherman.
Copii care mor într-un spital din Viena, viața țăranilor după război, Ungaria și, în final executarea de prim-ministrul László Bardossy au fost subiectele pe care Lee le-a abordat în timpul luptelor. Dupa razboi, ea a continuat să lucreze pentru Vogue încă doi ani evenimente de moda si celebritati.
Adaptarea la viața liniștită de după terminarea celui de-al Doilea Război Mondial a făcut ca Lee Miller să trăiască unul dintre cele mai dramatice momente dintre toate. Ea se atașase de puterea de stimulare pe care o are pericolul de moarte în care o punea războiul; pacea a scos la suprafață meschinăria umană și o existență supusă comprimisurilor.

## Lee Miller în România
Portretul reginei-mamă Elena a României în Peleș realizat de către Lee Miller a fost publicat în Vogue în mai 1946. Ambianța din portret pare decorată în exces, în contrast grăitor cu simplitatea femeii, preocupate și gata să plece. Datorită portretelor oficiale pe care le observase în cafenelele bucureștene sau în birourile ministeriale, Lee a dorit să creeze altceva. Pe regina Elena a descris-o ca o femeie frumoasă, cu simțul umorului și o mare doză de farmec îmbrăcată în verde. Materialul despre România-un articol și zece fotografii-a avut mare succes. "Romanian story" a fost scrisă în Paris după plecarea din București.